# Lezione di musica (Vermeer)

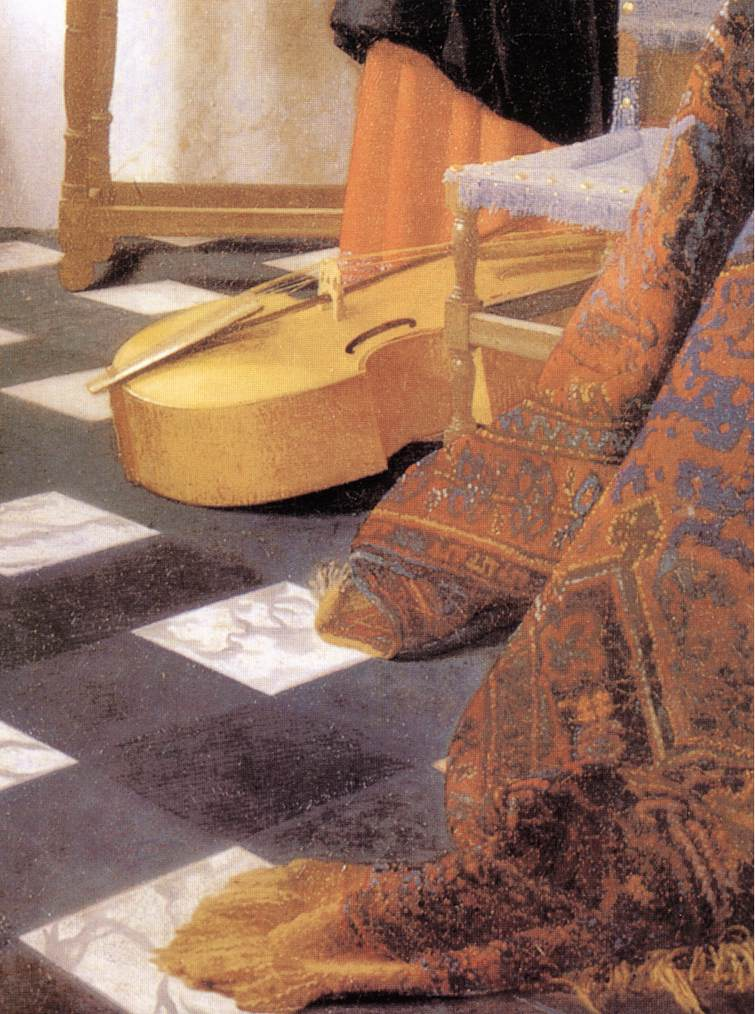
Dettaglio

La Lezione di musica (o Gentiluomo e dama alla spinetta) è un dipinto a olio su tela (74x64,5 cm) di Jan Vermeer, databile al 1662 circa e conservato nelle collezioni reali a St. James's Palace (Londra). È firmato IV Meer sul margine inferiore destro della cornice del secondo dipinto.

## Storia
Il dipinto è probabilmente quello descritto come "Una giovane dama che suona il virginale in una stanza, con un gentiluomo che ascolta, dello stesso [Vermeer]" nel catalogo dell'asta della collezione Dessius tenutasi ad Amsterdam il 16 maggio 1696. In quell'occasione l'opera raggiunse la buona quotazione di 80.0 fiorini.
Nel 1718 il dipinto apparteneva al pittore italiano Giovanni Antonio Pellegrini, che allora si trovava in Olanda, per poi passare nella collezione del console inglese a Venezia Joseph Smith. Da questa raccolta fu acquistato nel 1762 da Giorgio II d'Inghilterra, come opera di Frans van Mieris il Vecchio. Solo nel tardo XIX secolo l'attribuzione a Vermeer è stata rettificata.

## Descrizione e stile
In una stanza illuminata a pieno giorno, una donna di spalle suona la spinetta, mentre un uomo, in piedi, l'ascolta. Si tratta di una tela dedicata al tema della musica con sottosignificati amorosi, come se ne trovano altre nel catalogo del pittore. In questo caso l'uomo ha un atteggiamento attento e compunto, appoggiandosi impettito a un bastone e allo strumento musicale, che farebbe pensare a un maestro di musica severo, ma potrebbe anche essere un estimatore amoroso della ragazza. Farebbe pensare a ciò la presenza della viola da gamba appoggiata a terra: concerti di strumenti tra musicisti di sesso opposto era infatti nella pittura olandese del Secolo d'oro un'allegoria della sintonia amorosa. Grazie allo specchio appeso dietro la spinetta possiamo vedere il volto della ragazza, significativamente rivolto verso l'uomo, nonché una gamba del cavalletto su cui il pittore, altrimenti invisibile spettatore, sta dipingendo. Si tratta di un motivo presente nell'arte dei Paesi Bassi fin dal XV secolo.
La spinetta è decorata da cavallucci marini e reca l'iscrizione "MVSICA · LETITIÆ · CO[ME]S / MEDICINA · DOLOR[IS]" ossia - un proprio esametro latino - ("MVSICA  LETITIAE CO[NSOR]S MEDICINA DOLOR[VM]" ("La musica è compagna della gioia e balsamo per il dolore (oppure 'gli dolori')", allusione alla consolazione il conforto dell'armonia musicale). Si tratta probabilmente della fedele copia di uno strumento creato dall'artigiano specializzato di Anversa Andreas Ruckers.
La scena principale è collocata in fondo alla stanza scorciata con maestria, come dimostra la scacchiera marmorea sul pavimento. A sinistra due grandi finestre con vetri piombati inondano la stanza di luce. In primo piano, sull'altro lato, si vede un tavolo coperto da un pesante tappeto persiano, su cui è posato un vassoio metallico e una brocca in ceramica smalata bianca: si tratta di oggetti di casa Vermeer che si ritrovano anche in altre opere dell'artista. A medio campo una sedia in tralice foderata di velluto azzurro crea una vivace macchia di colore. Sulla parete di fondo, oltre allo specchio, sta appeso un altro dipinto con una mezza figura, forse una Carità romana, sulla cui cornice si trova la firma dell'artista. Molto probabilmente si tratta di una tela in possesso della benestante suocera dell'artista.
Sulla presenza di un significato allegorico del dipinto si sono fatte varie ipotesi. Forse l'armonia musicale, oltre che a un tema amoroso, sottintende qui alle emozioni interiori, che si possono condividere o meno con gli altri, come farebbe credere anche la figura della Carità.